# Ambrogio Antonio Alciati
Antonio Ambrogio Alciati (n. 5 septembrie 1878, Q117747525⁠(d), Piemont, Italia – d. 8 martie 1929, Milano, Regatul Italiei) a fost un pictor italian, care a activat în principal în nordul Italiei.

## Biografie
S-a născut la Vercelli, în Piemont. Studiind inițial la Istituto di Belle Arti din Vercelli, în 1889 s-a mutat la Milano, unde a studiat cu Vespasiano Bignami și Cesare Tallone la Academia Brera. În 1920, l-a înlocuit pe Tallone ca profesor de persoanje la academie. Portretele sale amintesc de efectele de impasto ale lui Tranquillo Cremona, Giovanni Boldini, Mosè Bianchi și Eugène Carrière.
A pictat fresce pentru Villa Pirotta din Brunate (lângă Como) și, de asemenea, pentru bisericile din Lombardia. A fost un membru activ al masonilor, ajungând în 1922 la rangul de maestru.

## Galerie

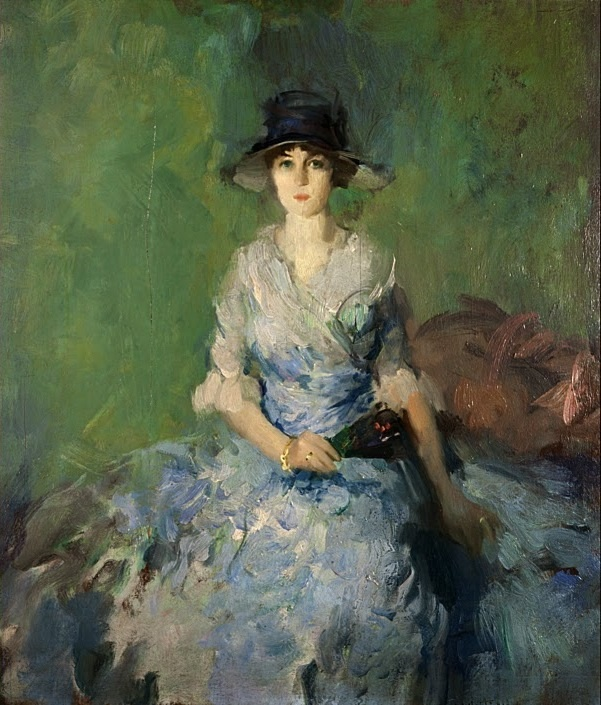
Portretul unei doamne
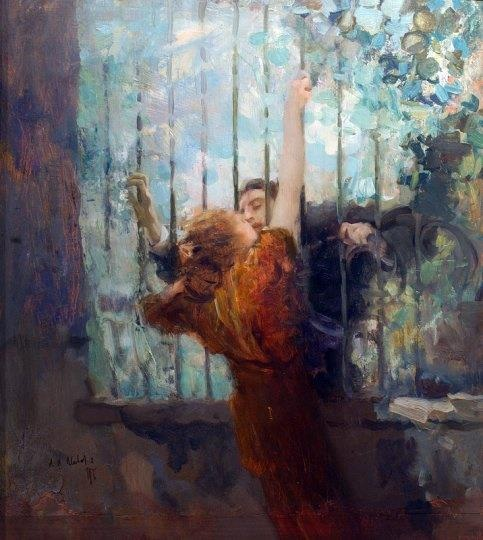
Il convegno
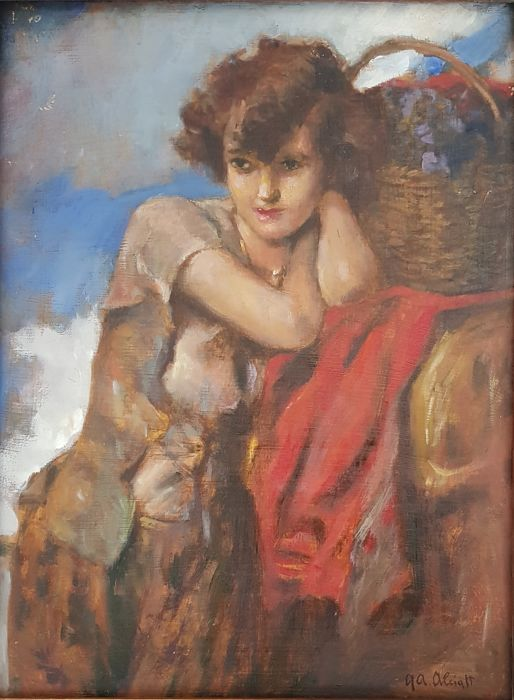
Pensieri
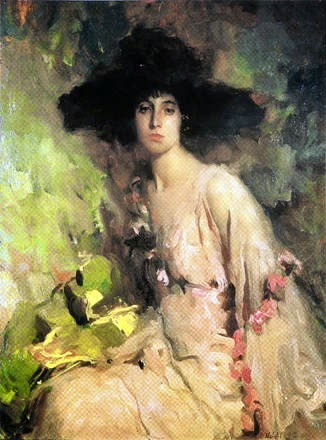
Femeie cu pălărie